# Сен-Буан
Сен-Буа́н (фр. Saint-Boingt) — коммуна во французском департаменте Мёрт и Мозель региона Лотарингия. Относится к  кантону Байон.	

## География
Сен-Буан расположен в 35 км к юго-востоку от Нанси. Соседние коммуны: Розельёр на севере, Веннезе и Жиривиллер на северо-востоке, Эссе-ла-Кот на юго-востоке, Дама-о-Буа на юге, Сен-Реми-о-Буа на юго-западе, Лоромонзе на западе, Борвиль на северо-западе.

## Демография
Население коммуны на 2010 год составляло 77 человек.
| 1962 | 1968 | 1975 | 1982 | 1990 | 1999 | 2010 |
| ---- | ---- | ---- | ---- | ---- | ---- | ---- |
| 107  | 89   | 78   | 69   | 66   | 81   | 77   |